# آزلا رابینسون
آزلا رابینسون (انگلیسی: Azela Robinson؛ زادهٔ ۲۶ اوت ۱۹۶۵) بازیگر اهل مکزیک است. وی از سال ۱۹۹۰ میلادی تاکنون مشغول فعالیت بوده است.